# كونستانس من النمسا
أرشيدوقة كونستانس من النمسا (24 ديسمبر 1588 - 10 يوليو 1631) كانت ملكة بولندا والسويد بزواجها من سييسموند فاسا، هي ابنة كارل الثاني، أرشيدوق النمسا وماريا آنا من بافاريا، وفضلاً عن ذلك هي والدة يان كازيمير الثاني.

## معرض صور

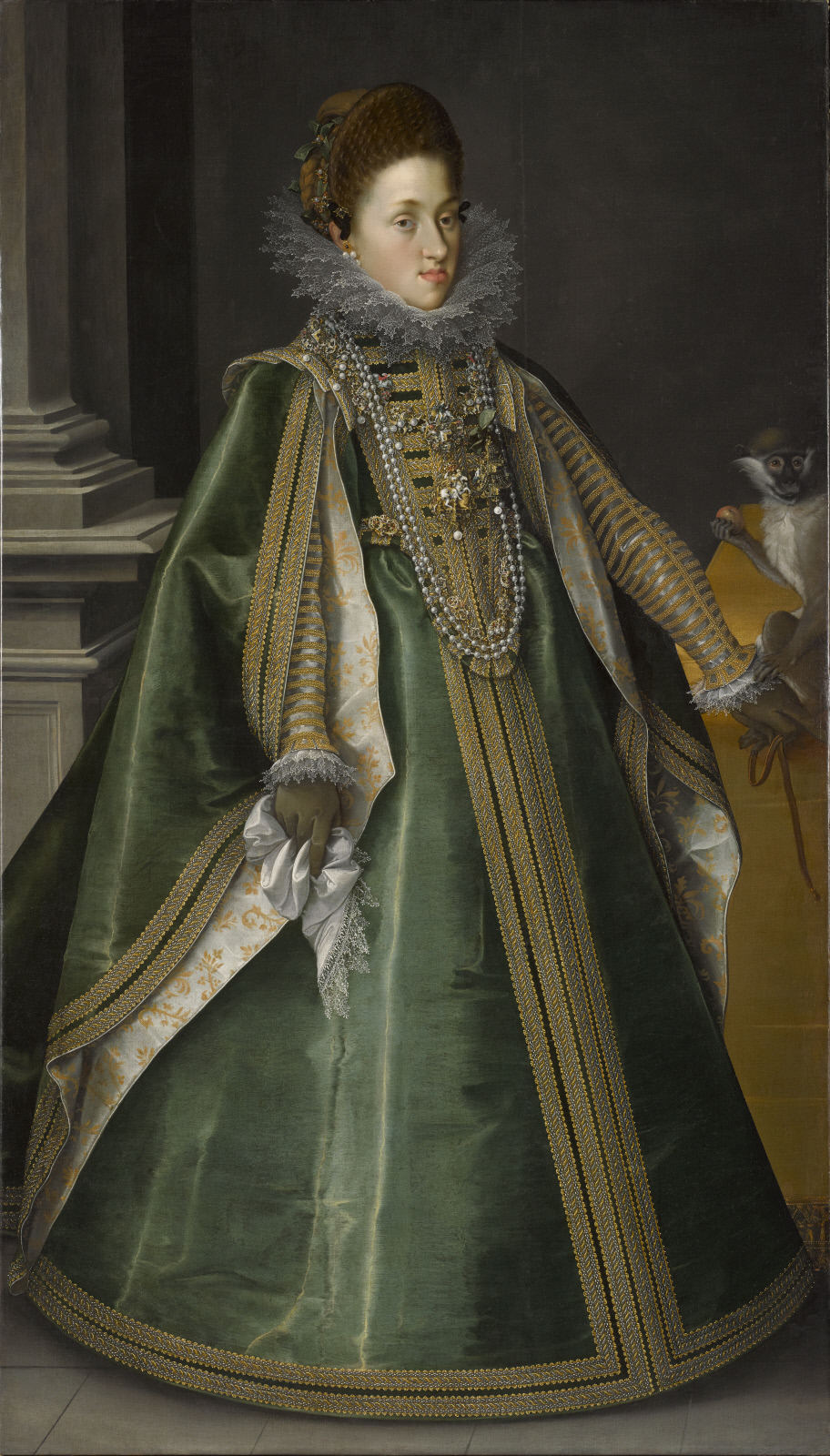
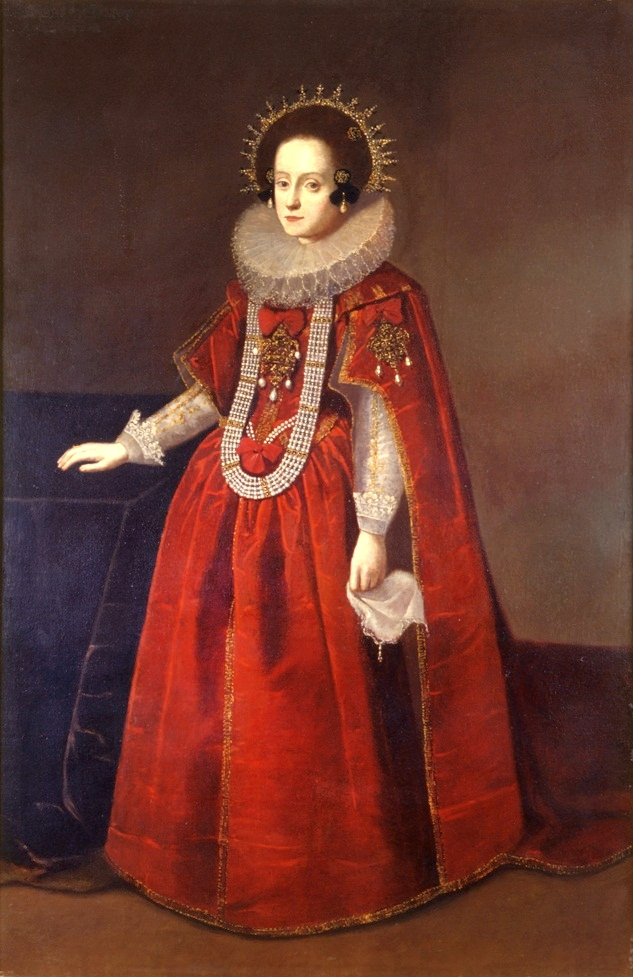
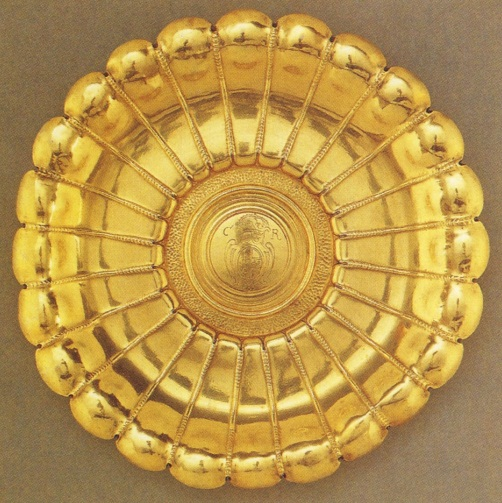
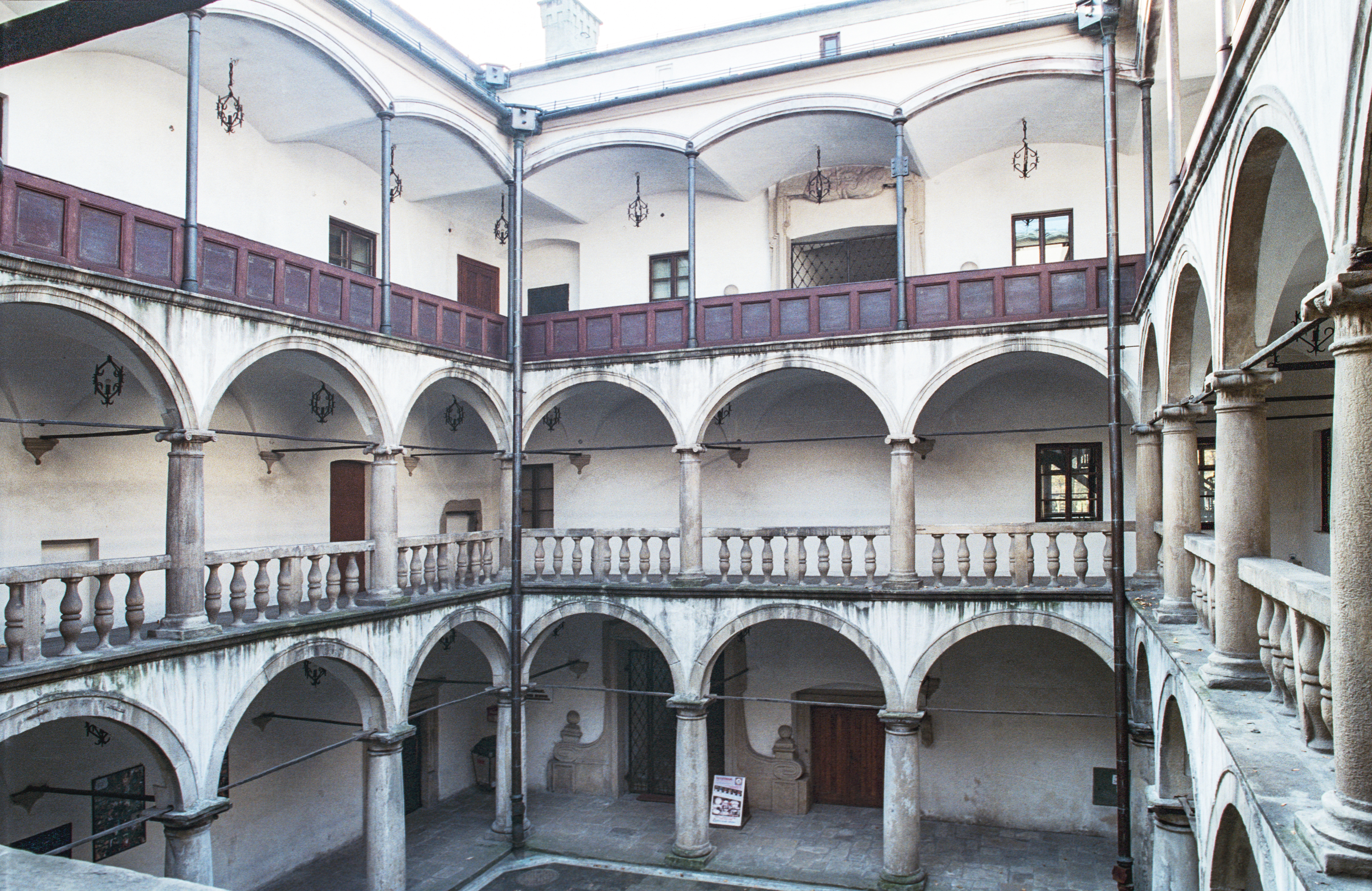
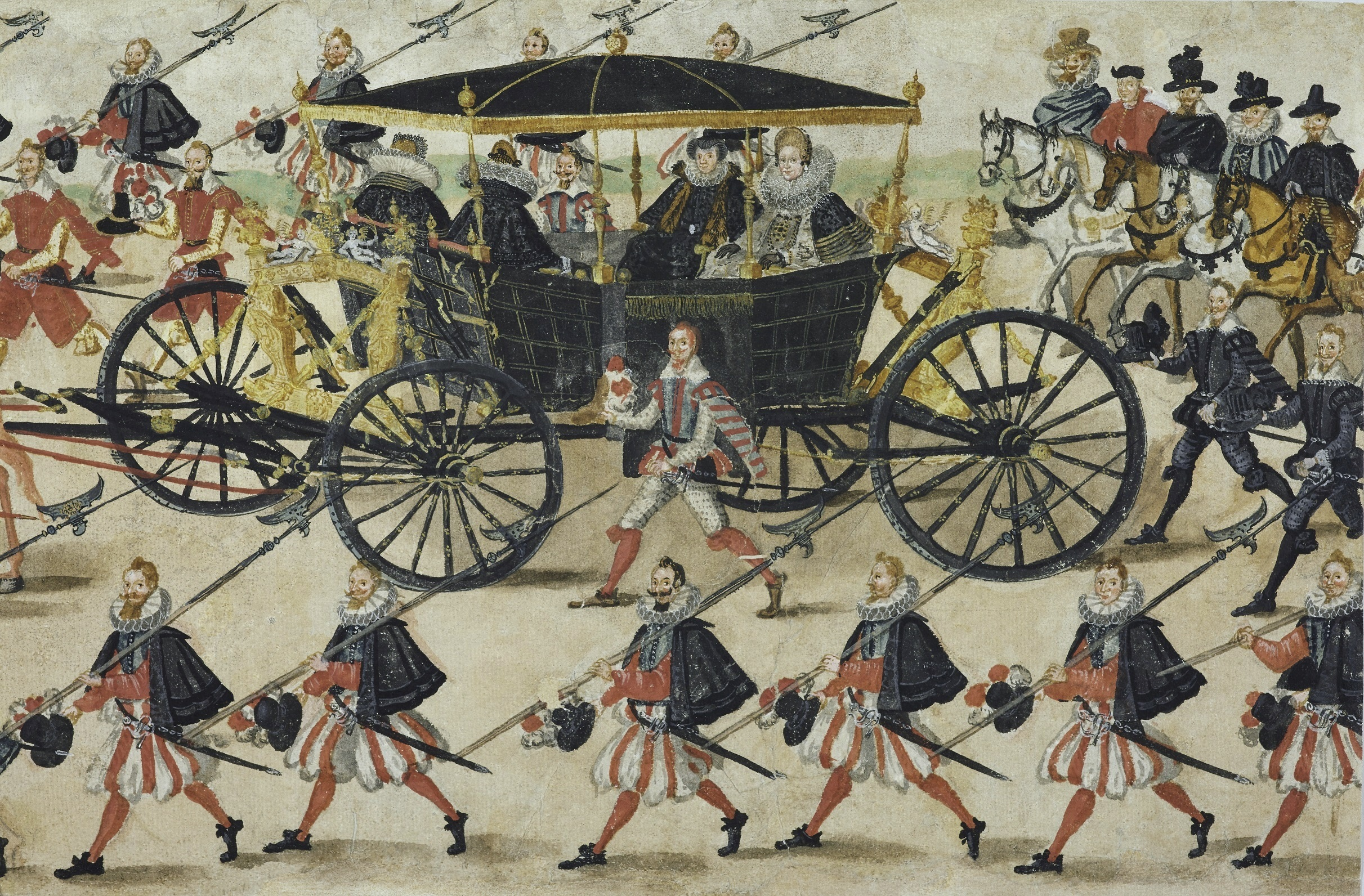